# Artjom Grigorjewitsch Schejnin

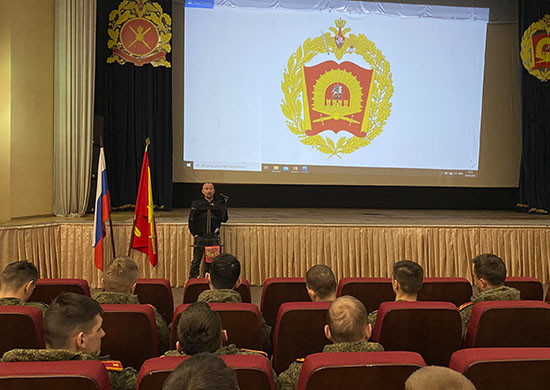
Artjom Grigorjewitsch Schejnin, 2021

Artjom Grigorjewitsch Schejnin (russisch Артём Григо́рьевич Ше́йнин; * 26. Januar 1966 in Moskau, RSFSR, UdSSR) ist ein russischer Journalist, Fernsehmoderator, Redakteur und Schriftsteller.
Am 15. März 2022 setzte die Europäische Union ihn im Zusammenhang mit dem Überfall Russlands auf die Ukraine 2022 auf die Sanktionsliste und ließ sein Vermögen einfrieren. Außerdem wird ihm auf Grundlage des Beschlusses die Einreise in die EU verweigert.

## Biographie
Nach dem Abschluss einer allgemeinbildenden Schule in Moskau diente Schejnin zwischen 1984 und 1986 in der Roten Armee in Afghanistan. 1993 absolvierte er die Fakultät für Geschichte an der Lomonossow-Universität-Moskau.
1996 arbeitete Schejnin als Anthropologe und reiste viel durch Tschukotka und Sachalin. Im selben Jahr bekam er im staatlichen Fernsehsender Rossija 1 eine Stelle als Redakteur. In dieser Funktion und als Korrespondent wirkte er an der Produktion verschiedener Dokumentarfilme und Fernsehprogramme auf NTW und Perwy Kanal mit.
Ab 2000 begann Schejnin mit dem prominenten russischen Journalisten und Moderator Wladimir Wladimirowitsch Posner zusammenzuarbeiten. Vom Februar 2000 bis 2003 war Schejnen Chefredakteur, später bis 2008 Leiter des analytischen TV-Programms „Wremena“ (Die Zeiten) auf Perwy Kanal.
Im November 2008 übernahm Scheinin die Direktion des wöchentlichen Autorensenders „Posner“. Diese Position bekleidet er bis heute.
Nach der Wahl von Pjotr Olegowitsch Tolstoi zum Abgeordneten der Staatsduma moderiert Schejnin seit Ende August 2016 zudem die politische Talkshow und Propagandasendung „Wremya pokajet“ (Die Zeit wird es zeigen) auf Perwy Kanal.

## Privates
Schejnin ist zum zweiten Mal verheiratet und hat drei Kinder (zwei davon aus der ersten Ehe).